# Episodi di Sposati... con figli (nona stagione)
La nona stagione della serie televisiva Sposati... con figli è stata trasmessa in anteprima negli Stati Uniti d'America dalla Fox tra il 4 settembre 1994 e il 21 maggio 1995.
| nº | Titolo originale                             | Titolo italiano | Prima TV USA      | Prima TV Italia |
| -- | -------------------------------------------- | --------------- | ----------------- | --------------- |
| 1  | Shoeway to Heaven                            |                 | 4 settembre 1994  |                 |
| 2  | Driving Mr. Boondy                           |                 | 11 settembre 1994 |                 |
| 3  | Kelly Breaks Out                             |                 | 18 settembre 1994 |                 |
| 4  | Naughty But Niece                            |                 | 25 settembre 1994 |                 |
| 5  | Business Sucks                               |                 | 2 ottobre 1994    |                 |
| 6  | Business Still Sucks                         |                 | 9 ottobre 1994    |                 |
| 7  | Dial 'B' for Virgin                          |                 | 16 ottobre 1994   |                 |
| 8  | Sleepless in Chicago                         |                 | 23 ottobre 1994   |                 |
| 9  | No Pot to Pease In                           |                 | 6 novembre 1994   |                 |
| 10 | Dud Bowl                                     |                 | 13 novembre 1994  |                 |
| 11 | A Man for No Seasons                         |                 | 27 novembre 1994  |                 |
| 12 | I Want My Psycho Dad (Part 1)                |                 | 11 dicembre 1994  |                 |
| 13 | I Want My Psycho Dad (Part 2)                |                 | 18 dicembre 1994  |                 |
| 14 | The Naked and the Dead, But Mostly the Naked |                 | 8 gennaio 1995    |                 |
| 15 | Kelly Takes a Shot                           |                 | 15 gennaio 1995   |                 |
| 16 | Best of Bundy                                |                 | 5 febbraio 1995   |                 |
| 17 | Get the Dodge Out of Hell                    |                 | 5 febbraio 1995   |                 |
| 18 | 25 Years and What Do You Get?                |                 | 12 febbraio 1995  |                 |
| 19 | Ship Happens                                 |                 | 19 febbraio 1995  |                 |
| 20 | Ship Happens                                 |                 | 26 febbraio 1995  |                 |
| 21 | Something Larry This Way Comes               |                 | 12 marzo 1995     |                 |
| 22 | And Bingo Was Her Game-O                     |                 | 26 marzo 1995     |                 |
| 23 | User Friendly                                |                 | 9 aprile 1995     |                 |
| 24 | Pump Fiction                                 |                 | 30 aprile 1995    |                 |
| 25 | My Favorite Married...                       |                 | 30 aprile 1995    |                 |
| 26 | Radio Free Trumaine                          |                 | 7 maggio 1995     |                 |
| 27 | Shoeless Al                                  |                 | 14 maggio 1995    |                 |
| 28 | The Undergraduate                            |                 | 21 maggio 1995    |                 |